# کالومن
کالومن (به بلغاری: Kalomen) یک منطقهٔ مسکونی در بلغارستان است که در شهرستان دریانوو واقع شده‌است.